# Candelaria kommun, Argentina
Departamento de Candelaria är en kommun i Argentina.   Den ligger i provinsen Misiones, i den nordöstra delen av landet, 800 km norr om huvudstaden Buenos Aires. Antalet invånare är 26 713. Arean är 119 kvadratkilometer.
Terrängen i Departamento de Candelaria är huvudsakligen platt, men österut är den kuperad.
I omgivningarna runt Departamento de Candelaria växer i huvudsak städsegrön lövskog. Runt Departamento de Candelaria är det ganska glesbefolkat, med 43 invånare per kvadratkilometer.